# Ligat ha'Al (baloncesto) 2011-12
La Ligat ha'Al 2011-12 fue la edición número 58 de la Ligat ha'Al, la máxima competición de baloncesto de Israel. La temporada regular comenzó el 16 de octubre de 2011 y acabó el 24 de mayo de 2012. El campeón fue el Maccabi Tel Aviv, que lograba su quincuagésimo título,no descendió ningún equipo a la Liga Leumit debido a la ampliación de 10 equipos a 12 en la temporada siguiente.

## Equipos Temporada 2011/12
| Equipo                | Ciudad                                 | Estadio                | Capacidad |
| --------------------- | -------------------------------------- | ---------------------- | --------- |
| Barak Netanya         | Netanya                                | Yeshurun               | 1,000     |
| Bnei Herzliya         | Herzliya                               | HaYovel Herzliya       | 1,500     |
| Hapoel Gilboa Galil   | Gan Ner                                | Gan Ner Sports Hall    | 2,100     |
| Hapoel Holon          | Holon                                  | Holon Toto Hall        | 5,400     |
| Hapoel Jerusalem      | Jerusalem                              | Jerusalem Payis Arena  | 11,000    |
| Ironi Ashkelon        | Ashkelon                               | Ashkelon Sports Arena  | 3,000     |
| Maccabi Ashdod        | Ashdod                                 | HaKiriya Arena         | 2,200     |
| Habik'a B.C.          | Ganei Tikva, Giv'at Shmuel, Kiryat Ono | Leader Arena           | 1,400     |
| Maccabi Haifa         | Haifa                                  | Romema Arena           | 5,000     |
| Maccabi Rishon LeZion | Rishon LeZion                          | Beit Maccabi Rishon    | 2,500     |
| Maccabi Tel Aviv      | Tel Aviv                               | Menora Mivtachim Arena | 10,383    |

## Resultados

### Temporada regular
|     | Equipo                 | PJ | G  | P  | PF   | PC   | Dp   | Pts | Clasificación    |
| --- | ---------------------- | -- | -- | -- | ---- | ---- | ---- | --- | ---------------- |
| 1.  | Maccabi Tel Aviv       | 25 | 23 | 2  | 2218 | 1897 | +321 | 48  | Euroliga 2012-13 |
| 2.  | Hapoel Gilboa Galil    | 25 | 16 | 9  | 1955 | 1909 | +46  | 41  |                  |
| 3.  | Maccabi Rishon LeZion  | 25 | 15 | 10 | 1986 | 1917 | +69  | 40  |                  |
| 4.  | Hapoel Jerusalem       | 25 | 14 | 11 | 2043 | 1969 | +74  | 39  |                  |
| 5.  | Hapoel Holon           | 25 | 14 | 11 | 2041 | 1972 | +69  | 39  |                  |
| 6.  | Ironi Ashkelon         | 25 | 10 | 15 | 1965 | 2107 | -142 | 35  |                  |
| 7.  | Maccabi Ashdod         | 24 | 12 | 12 | 1987 | 1979 | +8   | 36  |                  |
| 8.  | Habik'a B.C.           | 24 | 10 | 14 | 1848 | 1883 | –35  | 34  |                  |
| 9.  | Barak Netanya          | 24 | 9  | 15 | 1948 | 1977 | –29  | 33  |                  |
| 10. | Bnei HaSharon/Herzliya | 24 | 7  | 17 | 1918 | 2165 | –247 | 31  |                  |
| 11. | Maccabi Haifa          | 24 | 5  | 19 | 1951 | 2085 | -134 | 29  |                  |

|  | Clasificados para Playoffs |

### Partidos 1ª y 2ª vuelta
|                       | BNT    | BNS    | HPG    | HPH    | HPJ    | IAS    | MAS   | MHA   | HBC   | MRL     | MTA     | Rec. |
| Barak Netanya         |        | 97-77  | 86-74  | 75-98  | 79-85  | 92-73  | 86-90 | 96-75 | 88-80 | 65-80   | 70-85   | 5-5  |
| Bnei HaSharon         | 93-102 |        | 82-84  | 85-89  | 63-102 | 101-96 | 69-91 | 84-82 | 95-92 | 59-82   | 73-113  | 3-7  |
| Hapoel Gilboa Galil   | 78–81  | 73-61  |        | 85-61  | 89-68  | 79-76  | 97-75 | 85-72 | 75-67 | 75-74   | 60–95   | 8-2  |
| Hapoel Holon          | 71-70  | 119-80 | 89-80  |        | 70-65  | 87-91  | 93-84 | 83-53 | 72-59 | 87-83   | 77-82   | 8-2  |
| Hapoel Jerusalem      | 88-83  | 99-96  | 67-79  | 80-69  |        | 93-95  | 84-73 | 95-76 | 87-61 | 88-87   | 100-104 | 7-3  |
| Ironi Ashkelon        | 84-86  | 84-85  | 60-81  | 73-71  | 83-74  |        | 87-85 | 80-77 | 87-85 | 81-79   | 83-87   | 6-4  |
| Maccabi Ashdod        | 82-71  | 89-53  | 74-76  | 97-98  | 84-83  | 79-89  |       | 85-86 | 83-72 | 69-76   | 74-103  | 4-6  |
| Maccabi Haifa         | 104-94 | 79-89  | 90-77  | 91-104 | 93-96  | 80-81  | 74-84 |       | 76-78 | 102-105 | 79-84   | 2-8  |
| Habik'a B.C.          | 79-56  | 76-74  | 77-84  | 68-66  | 81-59  | 93-74  | 74-88 | 81-80 |       | 76-81   | 76-88   | 6-4  |
| Maccabi Rishon LeZion | 79-69  | 90-80  | 83-88  | 88-77  | 69-64  | 84-79  | 69-80 | 76-74 | 78-66 |         | 75-76   | 7-3  |
| Maccabi Tel Aviv      | 87-85  | 92-75  | 102-61 | 84-75  | 64-78  | 108-75 | 73-78 | 87-81 | 89-79 | 90-73   |         | 8-2  |
| Record                | 3-7    | 2-8    | 6-4    | 4-6    | 4-6    | 4-6    | 6-4   | 1-9   | 1-9   | 5-5     | 10-0    |      |

### Playoffs
|  | Cuartos de final | Cuartos de final      | Cuartos de final |                       |    | Semifinales 22 de mayo | Semifinales 22 de mayo | Semifinales 22 de mayo |  |   | Final 24 de mayo | Final 24 de mayo | Final 24 de mayo |  |
|  |                  |                       |                  |                       |    |                        |                        |                        |  |   |                  |                  |                  |  |
|  |                  |                       |                  |                       |    |                        |                        |                        |  |   |                  |                  |                  |  |
|  | 1                | Maccabi Tel Aviv      | 3                |                       |    |                        |                        |                        |  |   |                  |                  |                  |  |
|  | 1                | Maccabi Tel Aviv      | 3                |                       |    |                        |                        |                        |  |   |                  |                  |                  |  |
|  | 8                | Habik'a B.C.          | 0                |                       |    |                        |                        |                        |  |   |                  |                  |                  |  |
|  | 8                | Habik'a B.C.          | 0                |                       | 1  | Maccabi Tel Aviv       | 102                    |                        |  |   |                  |                  |                  |  |
|  |                  |                       |                  |                       | 1  | Maccabi Tel Aviv       | 102                    |                        |  |   |                  |                  |                  |  |
|  |                  |                       | 5                | Hapoel Holon          | 73 |                        |                        |                        |  |   |                  |                  |                  |  |
|  | 4                | Hapoel Jerusalem      | 5                | Hapoel Holon          | 73 | 1                      |                        |                        |  |   |                  |                  |                  |  |
|  | 4                | Hapoel Jerusalem      |                  |                       |    |                        |                        |                        |  |   |                  |                  |                  |  |
|  | 5                | Hapoel Holon          | 3                |                       |    |                        |                        |                        |  |   |                  |                  |                  |  |
|  | 5                | Hapoel Holon          | 3                |                       |    |                        |                        |                        |  | 1 | Maccabi Tel Aviv | 83               |                  |  |
|  |                  |                       |                  |                       |    |                        |                        |                        |  | 1 | Maccabi Tel Aviv | 83               |                  |  |
|  |                  |                       | 7                | Maccabi Ashdod        | 63 |                        |                        |                        |  |   |                  |                  |                  |  |
|  | 2                | Hapoel Gilboa Galil   | 7                | Maccabi Ashdod        | 63 | 1                      |                        |                        |  |   |                  |                  |                  |  |
|  | 2                | Hapoel Gilboa Galil   |                  |                       |    |                        |                        |                        |  |   |                  |                  |                  |  |
|  | 7                | Maccabi Ashdod        | 3                |                       |    |                        |                        |                        |  |   |                  |                  |                  |  |
|  | 7                | Maccabi Ashdod        | 3                |                       | 7  | Maccabi Ashdod         | 75                     |                        |  |   |                  |                  |                  |  |
|  |                  |                       |                  |                       | 7  | Maccabi Ashdod         | 75                     |                        |  |   |                  |                  |                  |  |
|  |                  |                       | 3                | Maccabi Rishon LeZion | 68 |                        |                        |                        |  |   |                  |                  |                  |  |
|  | 3                | Maccabi Rishon LeZion | 3                | Maccabi Rishon LeZion | 68 | 3                      |                        |                        |  |   |                  |                  |                  |  |
|  | 3                | Maccabi Rishon LeZion |                  |                       |    |                        |                        |                        |  |   |                  |                  |                  |  |
|  | 6                | Ironi Ashkelon        | 2                |                       |    |                        |                        |                        |  |   |                  |                  |                  |  |
|  | 6                | Ironi Ashkelon        | 2                |                       |    |                        |                        |                        |  |   |                  |                  |                  |  |
|  |                  |                       |                  |                       |    |                        |                        |                        |  |   |                  |                  |                  |  |

## Estadísticas individuales

### Valoración
| Puesto | Nombre          | Equipo              | Val. total | Partidos | Val.  |
| ------ | --------------- | ------------------- | ---------- | -------- | ----- |
| 1.     | Bryant Dunston  | Hapoel Holon        | 617        | 25       | 24.68 |
| 2.     | Brian Asbury    | Barak Netanya       | 521        | 24       | 21.71 |
| 3.     | Romeo Travis    | Hapoel Gilboa Galil | 514        | 24       | 21.42 |
| 4.     | Josh Duncan     | Maccabi Ashdod      | 400        | 19       | 21.05 |
| 5.     | Dwayne Mitchell | Ironi Ashkelon      | 452        | 22       | 20.55 |

### Puntos
| Puesto | Nombre            | Equipo                 | Puntos | Partidos | PPP   |
| ------ | ----------------- | ---------------------- | ------ | -------- | ----- |
| 1.     | Adrian Banks      | Barak Netanya          | 494    | 23       | 21.48 |
| 2.     | Tweety Carter     | Bnei HaSharon\Herzliya | 475    | 23       | 20.65 |
| 3.     | Sylven Landesberg | Maccabi Haifa          | 475    | 23       | 20.65 |
| 4.     | Joe Crawford      | Maccabi Rishon LeZion  | 461    | 23       | 20.04 |
| 5.     | Ron Lewis         | Hapoel Holon           | 477    | 25       | 19.08 |

### Rebotes
| Puesto | Nombre         | Equipo                 | Rebotes | Partidos | RPP  |
| ------ | -------------- | ---------------------- | ------- | -------- | ---- |
| 1.     | Bryant Dunston | Hapoel Holon           | 235     | 25       | 9.4  |
| 2.     | Isaac Rosefelt | Bnei HaSharon\Herzliya | 148     | 16       | 9.25 |
| 3.     | Josh Duncan    | Maccabi Ashdod         | 163     | 19       | 8.58 |
| 4.     | Alex Tyus      | Maccabi Ashdod         | 200     | 24       | 8.33 |
| 5.     | Brandon Bowman | Maccabi Rishon LeZion  | 189     | 23       | 8.22 |

### Asistencias
| Puesto | Nombre          | Equipo                 | Asistencias | Partidos | APP  |
| ------ | --------------- | ---------------------- | ----------- | -------- | ---- |
| 1.     | Moran Roth      | Hapoel Holon           | 167         | 21       | 7.95 |
| 2.     | Meir Tapiro     | Maccabi Ashdod         | 178         | 24       | 7.42 |
| 3.     | Tweety Carter   | Bnei HaSharon\Herzliya | 163         | 23       | 7.09 |
| 4.     | Chris Thomas    | Hapoel Gilboa Galil    | 92          | 19       | 4.84 |
| 5.     | Dwayne Mitchell | Ironi Ashkelon         | 105         | 22       | 4.77 |

## Galardones

### MVP de la temporada regular
- Lior Eliyahu (Maccabi Tel Aviv)

### Mejor quinteto de la Ligat ha'Al
- Moran Roth (Hapoel Holon)
- Derwin Kitchen (Maccabi Rishon LeZion)
- Josh Carter (Maccabi Ashdod)
- Lior Eliyahu (Maccabi Tel Aviv)
- Bryant Dunston (Hapoel Holon)

### Entrenador del Año
- Ofer Berkovich (Maccabi Ashdod)

### Estrella emergente
- Ezequiel Skverer (Habik'a B.C.)

### Mejor defensor
- Nitzan Hanochi (Maccabi Rishon LeZion)

### Jugador más mejorado
- Sean Daniel (Hapoel Holon)

### Mejor sexto hombre
- Alex Tyus (Maccabi Ashdod)

### Premios mensiales
| Mes       | Semana | Mejor jugador Mejor entrenador Mejor joven | Equipo                | Eficiencia G-P |        |
| --------- | ------ | ------------------------------------------ | --------------------- | -------------- | ------ |
| Octubre   | 1–3    | Bryant Dunston                             | Hapoel Holon          | 26.7           | [ 2 ]  |
| Octubre   | 1–3    | Eric Alfasi                                | Ironi Ashkelon        | 2-1            | [ 3 ]  |
| Octubre   | 1–3    | Shlomi Harush                              | Hapoel Holon          | 2.7            | [ 4 ]  |
| Noviembre | 4-7    | Sylven Landesberg                          | Maccabi Haifa         | 26             | [ 5 ]  |
| Noviembre | 4-7    | Lior Lubin                                 | Hapoel Gilboa Galil   | 4-0            | [ 6 ]  |
| Noviembre | 4-7    | Ezequiel Skverer                           | Habik'a B.C.          | 9              | [ 7 ]  |
| Diciembre | 8-11   | Brian Asbury                               | Barak Netanya         | 35.2           | [ 8 ]  |
| Diciembre | 8-11   | Danny Franco                               | Barak Netanya         | 4-0            | [ 9 ]  |
| Diciembre | 8-11   | Anton Shoutvin                             | Maccabi Ashdod        | 3              | [ 10 ] |
| Enero     | 12-15  | Derwin Kitchen                             | Maccabi Rishon LeZion | 37.7           | [ 11 ] |
| Enero     | 12-15  | Effi Birnbaum                              | Maccabi Rishon LeZion | 3-0            | [ 12 ] |
| Enero     | 12-15  | Amit Simhon                                | Ironi Ashkelon        | 10             | [ 13 ] |
| Febrero   | 16-18  | Yogev Ohayon                               | Maacabi Tel aviv      | 17.0           | [ 14 ] |
| Febrero   | 16-18  | David Blatt                                | Maacabi Tel aviv      | 2-0            | [ 15 ] |
| Febrero   | 16-18  | No elegido                                 |                       |                |        |
| Marzo     | 19-22  | Dror Hajaj                                 | Maccabi Ashdod        | 19.5           | [ 16 ] |
| Marzo     | 19-22  | Ofer Berkovich                             | Maccabi Ashdod        | 3-1            | [ 17 ] |
| Marzo     | 19-22  | No elegido                                 |                       |                |        |
| Abril     | 23-27  | D. J. Strawberry                           | Hapoel Jerusalem      | 21.6           | [ 18 ] |
| Abril     | 23-27  | Sharon Drucker                             | Hapoel Jerusalem      | 3-2            | [ 19 ] |
| Abril     | 23-27  | No elegido                                 |                       |                |        |